# Pascal Halko
Pascal Halko, né le 9 décembre 1957, est un céiste français de descente.

## Carrière
Aux Championnats du monde de descente 1989 à Savage River, il remporte la médaille d'or en C-1 classique par équipe avec Karim Benamrouche et Jean-Luc Bataille. Il est médaillé d'argent en C-1 classique par équipe aux Championnats du monde de descente 1991 à Bovec avec Jean-Luc Bataille et Bruno Kremer. Aux Championnats du monde de descente 1995 à Bala, il remporte la médaille d'or en C-2 classique par équipe ; il est médaillé d'argent en C-2 classique par équipe aux Championnats du monde de descente 1996 à Landeck.

## Palmarès
5 Championnats du Monde - 4 médailles dont 2 titres - ; 8 Coupes du Monde - 3 médailles (classement final) ; Manches de Coupe du Monde - 5 médailles dont 4 victoires -
1981/ 1984 (C1 slalom & descente)
- Champion de France par équipe de descente, en 1981 et slalom en 1982
- Vice-Champion de France par équipe de slalom et descente en 1983
- Vice-Champion de France par équipe de slalom en 1984

1988 (C1 descente)
- 14ème aux Championnats Pré-Mondiaux (USA)
- 2ème aux Championnats Pré-Mondiaux par équipe (USA)
- 8ème à la Coupe d'Europe (Norvège, Écosse)
- Champion de France des Journalistes avec FR3 Grenoble
- 4ème aux Championnats de France

1989 (C1 descente)
- 12ème aux Championnats du Monde (USA)
- Champion du Monde par équipe (USA)
- 11ème au classement final de la Coupe du Monde
- 5ème aux Championnats de France

1990 (C1 descente)
- 4ème aux Championnats Pré-Mondiaux (Yougoslavie)
- 4ème au classement final de la Coupe du Monde
- 3ème aux Championnats de France

1991 (C1 descente)
- 6ème au classement final de la Coupe du Monde
- 11ème aux Championnats du Monde (Slovénie)
- Vice-Champion du Monde par équipe (Slovénie)
- 7ème aux Championnats de France

1992 (C1 descente)
- 4ème aux Championnats Pré-Mondiaux (Italie)
- Vainqueur d’une manche de Coupe du Monde (USA)
- 2ème au classement final de la Coupe du Monde
- Vice-Champion de France
- Vainqueur de la Coupe de France de courses courtes
- 8ème de la Coupe d’Europe de Rafting (Autriche)
- Vainqueur des Championnats de France des journalistes de Rafting (Aude)

1993 (C1 descente)
- Vainqueur des sélections américaines (USA)
- 3ème au classement final de la Coupe du Monde
- Vainqueur d’une manche de la Coupe du Monde (France)
- 13ème aux Championnats du Monde (Italie)
- 5ème aux Championnats de France

1994 (C2 descente - équipier Richard Jacquemet)
- Vice-Champion de France
- 6ème au classement final de la Coupe du Monde

1995 (C2 descente - équipier Richard Jacquemet)
- Vice-Champion de France
- Vainqueur de la Coupe de France
- Vainqueur de deux manches de Coupe du Monde (France)
- 2ème au classement final de la Coupe du Monde
- 7ème aux Championnats du Monde (Pays de Galles)
- Champion du Monde par équipe (Pays de Galles)

1996 (C2 descente - équipier Richard Jacquemet)
- Élu meilleur sportif parisien par le Comité Départemental Olympique et Sportif
- 6ème au classement final de la Coupe du Monde
- 7ème aux Championnats du Monde (Autriche)
- Vice-Champion du Monde par équipe (Autriche)
- Champion de France